# Pianokvartett
En pianokvartett är inom kammarmusiken dels ett musikverk för piano och tre andra instrument, dels en ensemble bestående av just sådana instrument, vanligtvis besättningen piano, violin, viola och cello – det vill säga piano och stråktrio.
För denna besättning har bland andra Wolfgang Amadeus Mozart, Robert Schumann, Ludwig van Beethoven, Johannes Brahms, Antonín Dvořák och Gabriel Fauré komponerat verk. Under 1900-talet har kompositörer också skrivit för andra varianter av pianokvartettsammansättningar, exempelvis Anton Weberns Quartet, opus 22 (1930), för piano, violin, klarinett och tenorsaxofon, och Paul Hindemiths kvartett (1938) liksom Quatuor pour la fin du temps (1940) av Olivier Messiaen, båda för piano, violin, cello och klarinett. Ett tidigt exempel på annan besättning är Franz Berwalds kvartett för piano, horn, klarinett och bassoon från 1819, hans opus nr 1.
En ovanlig form av pianokvartett består av två pianon med två pianospelare vardera. Denna typ av pianokvartett kallas informellt för "åttahandspiano" eller "två pianon, åtta händer". Åttahandspiano var populärt i slutet av 1800-talet innan man kunde spela in musik, då det var ett sätt att reproducera och studera symfoniska verk. Musikälskare kunder på så vis avnjuta de viktigaste symfoniska verken i en hemmasalong eller i en enklare konsertsal med två pianon och fyra pianister.
Många populära verk av Mozart, Schumann, Brahms och Dvořák transkriberades för två pianon och åtta händer. Det stora flertalet av åttahandsstycken består av transkriptioner eller arrangemang.

## Lista över verk för pianokvartett
Följande är en icke-uttömmande lista över pianokvartetter av såväl berömda som mindre välkända kompositörer.
| - Henk Badings - Piano Quartet (1973) - Béla Bartók - Piano Quartet in C minor (1898) - Ludwig van Beethoven - Piano Quartet WoO 36, No. 1 in E-flat major (1785) - Piano Quartet WoO 36, No. 2 in D major (1785) - Piano Quartet WoO 36, No. 3 in C major (1785) - Opus 16/b: Piano Quartet in E-flat (1797) (arrangement of Quintet for Piano and Winds, Op. 16) - Charles Auguste de Bériot - Piano Quartet in A minor, Op. 50 (1881) - Arthur Bliss - Piano Quartet in A minor (1915) - Léon Boëllmann - Piano Quartet in F minor, Op. 10 (c. 1890) - William Bolcom - Piano Quartet (1976) - Johannes Brahms - Piano Quartet No. 1 in G minor, Op. 25 (1859) - Piano Quartet No. 2 in A major, Op. 26 (1862) - Piano Quartet No. 3 in C minor, Op. 60 (1875) - Frank Bridge - Phantasy Piano Quartet in F-sharp minor, H. 94 (1910) - James Francis Brown - Piano Quartet (2004) - Ernest Chausson - Piano Quartet in A major, Op.30 (1897) - Aaron Copland - Piano Quartet (1950) - Vincent d'Indy - Piano Quartet in A minor, Op.7 (1878–88) - Antonín Dvořák - Piano Quartet No. 1 in D major, Op. 23 (1875) - Bagatelles, Op. 47 (for two violins, cello and harmonium (or piano); 1878) - Piano Quartet No. 2 in E-flat major, Op. 87 (1889) - Danny Elfman - Piano Quartet (2017) - George Enescu - Piano Quartet No. 1 in D major, Op. 16 (1909) - Piano Quartet No. 2 in D minor, Op. 30 (1943–1944) - Gabriel Fauré - Piano Quartet No. 1 in C minor, Op. 15 (1876–79, Finale rev. 1883) - Piano Quartet No. 2 in G minor, Op. 45 (1885–86) - Morton Feldman - Piano, Violin, Viola, Cello (1987) - John Harbison - November 19, 1828 (1988) - Robert Helps - Piano Quartet (1997) - Alfred Hill - The Sacred Mountain (1932) - Franz Anton Hoffmeister - Piano Quartet in G major (1785) - Piano Quartet in B-flat major (1788) - Guillaume Lekeu - Piano Quartet in B minor - (incomplete, first and second movement only; 1893) - Lowell Liebermann - Piano Quartet Op.114 (2010) - Gustav Mahler - Piano Quartet in A minor (only 1st movement completed; 1876) - Joan Manén - Piano Quartet Op. A-6 "Mobilis in mobili" (1901) | - Heinrich Marschner - Piano Quartet No. 1 in B-flat major, Op. 36 (1827) - Piano Quartet No. 2 in G major, Op. 158 (1853) - Bohuslav Martinů - Piano Quartet, H. 287 (1942) - Felix Mendelssohn - Piano Quartet No. 1 in C minor, Op. 1 (1822) - Piano Quartet No. 2 in F minor, Op. 2 (1823) - Piano Quartet No. 3 in B minor, Op. 3 (1825) - Olivier Messiaen - Quatuor pour la fin du temps (for clarinet, violin, cello, and piano; 1941) - Darius Milhaud - Piano Quartet, Op. 417 (1966) - Wolfgang Amadeus Mozart - Piano Quartet No. 1 in G minor, K. 478 (1785) - Piano Quartet No. 2 in E-flat major, K. 493 (1786) - Henrique Oswald - Piano Quartet No. 1 (Piccolo quartetto) in F-sharp minor, Op. 5 (1888) - Piano Quartet No. 2 in G major, Op. 26 (1898) - Walter Piston - Piano Quartet (1964) - Max Reger - Piano Quartet No. 1 in D minor, Op.113 (1910) - Piano Quartet No. 2 in A min, Op.133 (1914) - Osmo Tapio Räihälä - Les Oréades (2014) - Camille Saint-Saëns - Piano Quartet in E major, Op. post (1851–53) - Serenade in E-flat major, Op. 15 (for violin, viola (or cello), organ, and piano; 1865) - Piano Quartet in B-flat major, Op. 41 (1875) - Barcarolle in F major, Op. 108 (for violin, cello, harmonium, and piano; 1898) - Franz Schubert - Adagio and Rondo concertante in F major, D487 (1816) - Robert Schumann - Piano Quartet in E-flat major, Op. 47 (1842) - Eric Sessler - Piano Quartet (2004) - Nikos Skalkottas - Scherzo for piano quartet (1939) - Richard Strauss - Piano Quartet in C minor, Op.13 (1884) - Josef Suk - Piano Quartet in A min, Op.1 (1891) - Josef Tal - Piano Quartet for violin, viola, cello & piano (1982) - Sergei Taneyev - Piano Quartet in E major, Op. 20 (1906) - Joaquín Turina - Piano Quartet in A minor, Op. 67 (1931) - William Walton - Piano Quartet in D minor - Graham Waterhouse - Skylla and Charybdis (2014) - Carl Maria von Weber - Piano Quartet in B-flat major, J. 76 (1809) - John Williams - Air and Simple Gifts (2009) |

## Lista över ensembler
- Fauré Quartet